# تعتيم نووي
التعتيم النووي (بالإنجليزية: Nuclear blackout)‏، يُعرف أيضًا بتعتيم كرة اللهب أو تعتيم الرادار، هو تأثير يسببه انفجار الأسلحة النووية يعيق الاتصالات الراديوية ويسبب اضطرابًا في أنظمة الرادار أو يحرفها بشدة ما يمنع استخدامها للتتبع والإرشاد الدقيق.
ينتج هذا التأثير ضمن الغلاف الجوي عن الحجم الكبير من الهواء المؤين الذي أحدثته طاقة الانفجار، بينما تكون جسيمات بيتا عالية الطاقة المنطلقة من حطام القنبلة المتفتتة مسؤولةً عن التأثير فوق الغلاف الجوي. في الارتفاعات العالية، قد ينتشر التأثير فوق مساحات واسعة تصل حتى مئات الكيلومترات. يتلاشى التأثير ببطء أثناء تبدد كرة اللهب.
عُرف التأثير في الأيام الأولى من الاختبارات النووية عندما استخدمت أنظمة الرادار لتتبع سحابة المشروم (أو عش الغراب) الناجمة عن الانفجار النووي لمسافات طويلة. لوحظت تأثيراتها الواسعة عند انفجارها خارج الغلاف الجوي في عام 1958 خلال عملية البسكويت الأولى وعملية آرجوس النوويتين، إذ ظهر تشويش واسع على موجات الراديو امتد على مدى آلاف الكيلومترات. سبب هذا التأثير قلقًا ناجمًا عن خرق السوفيت والولايات المتحدة اتفاق تعليق الاختبارات غير الرسمية الموضوع منذ أواخر 1958 لتنطلق بعدها سلسلة من الاختبارات التي هدفت لجمع معلومات إضافية عن التأثيرات المتعددة على الارتفاعات العالية مثل التعتيم والنبضة الكهرومغناطيسية (إي إم بّي).
شكلت ظاهرة التعتيم مصدر قلق خاص لأنظمة الصواريخ المضادة للصواريخ الباليستية (إيه بي إم). يستطيع المهاجم تشويش منطقة واسعة من السماء عبر تفجير رأس حربي في المناطق العليا من الغلاف الجوي خارج نطاق صواريخ أنظمة الدفاع، ما يجعل الرؤوس الحربية المقتربة الأخرى غير قابلة للرصد. عندما تخرج هذه الرؤوس الحربية من منطقة التعتيم قد لا يكون هناك وقت كاف لينتج نظام الدفاع معلومات تتبع تتلوها مهاجمة الصواريخ المقتربة. شكل هذا تخوفًا جديًا من برنامج الصواريخ المضادة للصواريخ البالستية إل آي إم-49 نيك زيوس في أواخر خمسينيات القرن العشرين، وهذا أحد أسباب إلغائه بشكل كامل. أظهر اكتشاف هام في أثناء الاختبار أن التأثير يزول بشكل أسرع في الترددات العالية. تستخدم التصميمات الأحدث لصواريخ الدفاع رادارات تعمل بترددات أعلى في مناطق التردد فوق العالي (يو إتش إف) والموجات الميكروية لتخفيف التأثير.

## تأثيرات القنبلة

### داخل الغلاف الجوي
عندما تنفجر قنبلة نووية قرب مستوى سطح الأرض، يتفاعل الغلاف الجوي الكثيف مع العديد من الجسيمات دون الذرية المنطلقة من الانفجار. يحدث هذا عادةً ضمن مسافة قصيرة من رتبة المتر. تسخن هذه الطاقة الهواء ما يؤدي إلى تأينه الفوري حتى مرحلة التوهج، وهذا يسبب تشكل كرة ملتهبة كروية تقريبًا خلال عدة ميكروات من الثانية.
يستمر الانفجار الفعلي بسرعة أبطأ، ما يشكل موجة صادمة قوية باتجاه الخارج. تكفي الطاقة المتحررة من الموجة الصادمة لتسخين الهواء عبر ضغطه (ترتفع حرارة الجسم عند نقصان حجمه وفق قانون جاي-لوسك) حتى درجة التوهج، ما يكون كرةً ملتهبةً أخرى. تستمر الكرة الثانية بالتوسع مارةً من الكرة المشعة. في أثناء تمددها، ينخض مقدار الطاقة الموجود في الموجة الصادمة وفقًا لقانون التربيع العكسي، بينما تُفقد طاقة إضافية عبر التشعيع المباشر ضمن طيف الأشعة المرئي وفوق البنفسجي. تخسر الموجة الصادمة في النهاية مقدارًا كبيرًا من الطاقة لدرجة أنها لا تقدر على تسخين الهواء بما يكفي ليتوهج. عند هذه المرحلة المعروفة باسم الانهيار، تصبح مقدمة الموجة الصادمة شفافة، وتتوقف كرة اللهب عن النمو.